# Oxalis spruceana
Oxalis spruceana là một loài thực vật có hoa trong họ Chua me đất. Loài này được Progel mô tả khoa học đầu tiên năm 1877.